# Ayguesvives
Ayguesvives är en kommun i departementet Haute-Garonne i regionen Occitanien i södra Frankrike. Kommunen ligger i kantonen Montgiscard som tillhör arrondissementet Toulouse. År 2022 hade Ayguesvives 2 807 invånare.

## Befolkningsutveckling
Antalet invånare i kommunen Ayguesvives
Referens:INSEE